# Musikkapelle Villnöß

Musikkapelle Villnöß

Die Musikkapelle Villnöß ist ein Blasorchester aus St. Peter in Villnöß (Südtirol, Italien). Die Kapelle hat rund 83 Mitglieder und wird seit 2014 von Kapellmeister Hans Pircher musikalisch geleitet. Die Kapelle nahm 1999 erfolgreich am Österreichischen Bundesblasmusik-Wettbewerb in Feldkirchen (Kärnten) teil. 

## Geschichte
Die Kapelle  wurde erstmals im Jahre 1801 urkundlich erwähnt. Anlässlich der Einweihung der neuen Peter- und Paulskirche wirkte eine taleigene kleine Blaskapelle mit. Diese und weitere Erwähnungen wie Rechnungen für Instrumentanankäufe und musikalische Umrahmungen bei kirchlichen Anlässen gehen aus den Eintragungen im Villnösser Pfarrarchiv hervor und weisen auf einen Weiterbestand der Gruppe hin.
Die Kapelle veranstaltet traditionell ein jährliches Frühjahrskonzert am Ostersonntag.

## Diskografie
- Festliche Fanfaren, LP/CD 1987[1]
- Mit Musik um die Welt, MC/CD, 1996[2]
- Festkonzert zum Jubiläum, CD, 2001[3]
- Die schönsten Märsche, CD, 2011